# Sahib I Giray
Sahib I Giray, född okänt år, död 1551, var Krimkhanatets khan 1532–1551. 